# We Fell in Turn
We Fell in Turn ist ein Jazzalbum von Kalia Vandever. Die wohl um 2021/22 im Studio Koda Sound in Cortlandt, New York entstandenen Aufnahmen von Umfang einer EP erschienen am 31. März 2023 auf AKP Recordings.

## Hintergrund

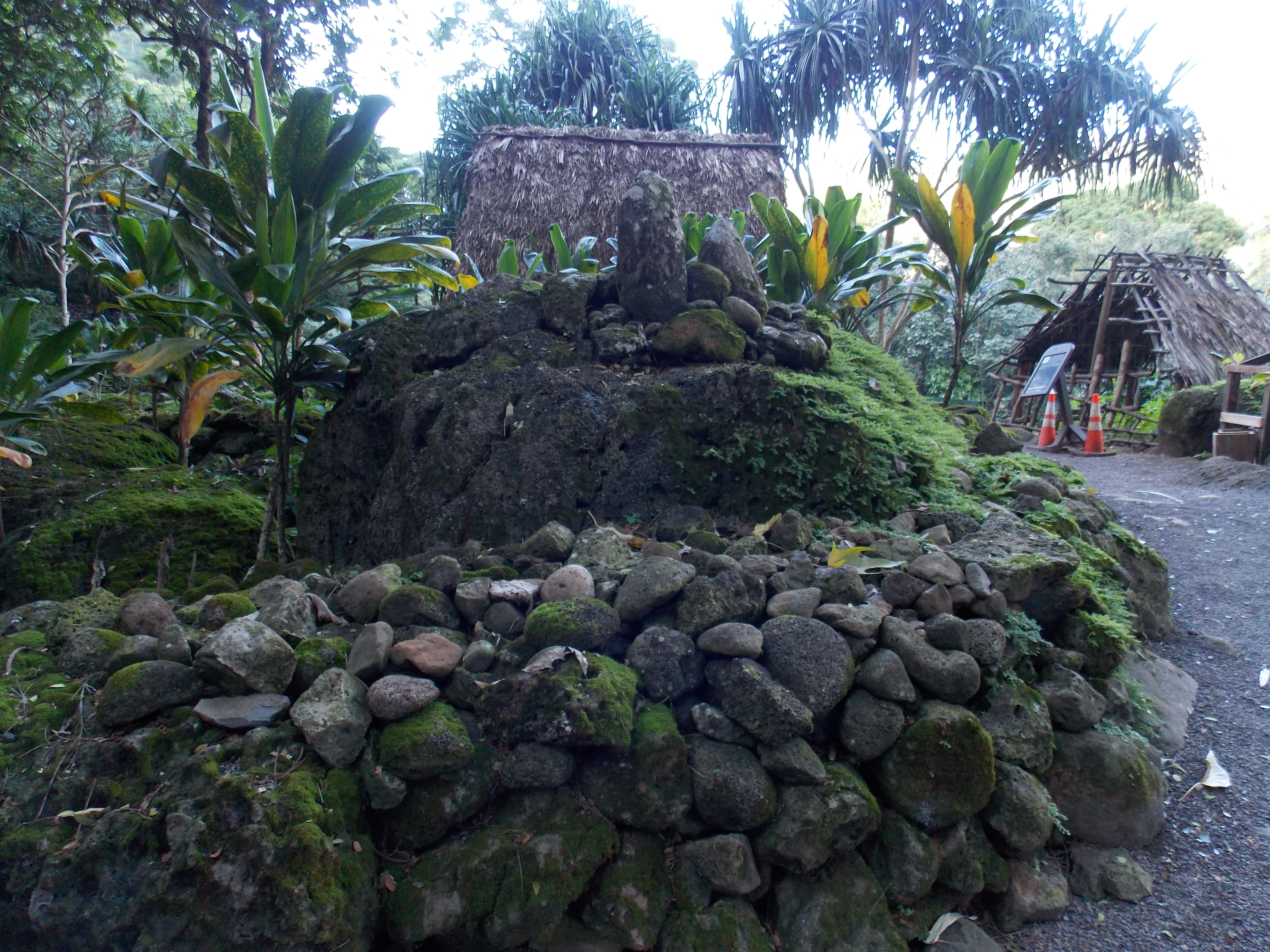
Pōhaku 'Aumakua (Familienschrein) in Kauhale, eine alte hawaiianische Wohnstätte im Waimea Valley.

Vieles von Kalia Vandevers Soloalbum We Fell in Turn (deutsch Wir fielen der Reihe nach) basiert auf den Erinnerungen und Träumen, die sie an ihren Großvater hat, der von den Philippinen stammte und später nach Hawaii auswanderte, woher ihre Großmutter stammte. Vandever sagt, dass sie oft von dem Gefühl seiner Umarmung träumt und sich so lebhaft daran erinnert, dass es sich real anfühlt. Mit We Fell in Turn konnte sie wieder auf ihn zugreifen. Wie ein Aumākua, ein hawaiianischer Ahnengeistführer, ein traditioneller hawaiianischer Begriff, der für die „Energie des Hohen Selbst“ steht und sich im Laufe des Lebens in verschiedenen Formen manifestiert, leiteten sie die Erinnerungen an ihren Großvater während dieses Prozesses und halfen ihr bei ihren Improvisationen. Vandever verbrachte die Lockdowns aufgrund der COVID-19-Pandemie in den Vereinigten Staaten damit, Solokonzerte aus ihrer Wohnung zu streamen. Neugierig, wie es wäre, Posaune mit Effektgeräten zu spielen, sprach sie mit ein paar ihrer Freunde, von denen einer ihr ein bescheidenes Vierpedal-Setup kaufte, das sie bis heute verwendet. Damals begann sie zum ersten Mal als Solistin Musik zu machen. Das Agieren mit den Effektpedalen gab ihr die Möglichkeit, mit Loops und Delay zu spielen, ihre Melodien zu überlagern und neue Texturen und Klangfarben zu finden.
Zwei der Titel, „Mirrored Solitude“ und „Temper the Wound“, sind außerdem mit Videos versehen, die eine Welt [weiterer] möglicher Interpretationen eröffnen, notierte Richard Allen.

## Titelliste
- Kalia Vandever: We Fell in Turn (AKP Records AKP016)[4]

1. Recollections from Shore 3:53
2. Imagine Being Told 2:25
3. Stillness in Hand 1:58
4. Mirrored Solitude 3:26
5. Center 4:15
6. Temper the Wound 3:44
7. Teased Traces 2:55
8. Held In 2:34
9. We Wept in Turn 3:09
10. Unfaltering 2:39

Die Kompositionen stammen von Kalia Vandever.

## Rezeption
„Es gibt ein bestimmtes Register [auf der Posaune], das der menschlichen Stimme ähnelt“, sagt Kalia Vandever in einem Interview mit Vanessa Ague. „Im Allgemeinen spiele ich gerne in dieser Lage, weil es sich anfühlt, als würde ich singen.“ Auf We Fell in Turn, ihrem ersten Soloalbum würde sie diese Idee auf die Probe stellen und zehn  verletzliche Tracks kreieren, die direkt aus ihrem Herzen kommen, als ob sie mit ihrem Instrument singen würde, meint Ague. We Fell in Turn markiere ein weiteres neues Unterfangen für Vandever. Während ihre früheren Alben für ihr Quartett komponiert und von diesem aufgeführt wurden, stehe jetzt ihre Stimme und ihr Leben im Mittelpunkt.
Richard Allen (A Closer Listen) ging näher auf die beiden Video-Auskopplungen ein; „Mirrored Solitude“ sei eine Studie über Emotionen, ein rotierendes Rad, das Empathie oder zumindest Anerkennung hervorrufen kann. „Temper the Wound“ sei ein ausgedehnter Loop, die den Aufbau bestimmter Tracks nachahmen, wobei Posaunenlinien und Bilder [im Video] wie wiederkehrende Träume zurückkreisen. Ein weiteres Szück auf dem Album, „Teased Traces“ tauche mit akustischen Echos auf, wie Wellen der Erinnerung. Vandever nutze ihre Geister, um Frieden mit ihnen zu schließen, so der Autor. Während es für den Kampf keine Lösung gibt, suggeriere der Schlusstitel „Unfaltering“ (deutsch unbeugsam) die Entwicklung innerer Stärke, den hart erkämpften Kern der Perspektive: nicht länger fallen, sondern auf stabilem Boden stehen.
Die New Yorker Posaunistin Kalia Vandever sei aus der Welt des Jazz gekommen und ihre Karriere habe sich durch die Arbeit mit Künstlern wie Harry Styles und Japanese Breakfast mit der Welt des Pop und Indie-Rock gekreuzt, schrieb Chris DeVille. Aber wer brauche schon Genres, wenn man über einen Ausdruck verfügt, der so rein sei wie die Klänge in Vandevers Improvisationen? Die Werbematerialien der Platte beziehen sich auf Grouper, Jeff Parker und William Basinskis The Disintegration Loops, was einen Eindruck von der ausgedehnten, meditativen Qualität dieser Tracks vermitteln soll, die größtenteils von Vandevers Kindheitserinnerungen auf Hawaii inspiriert sind. „Temper the Wound“, die Lead-Single des Projekts, sei im Grunde Ambient – wunderschöne, eindringliche Musik.
Träume können eine unendliche Quelle von Wasser für die Mühle des künstlerischen Ausdrucks sein, schrieb Tom Huizenga (National Public Radio). Die hawaiianischen Ahnengeistführer, die sie in ihren  Träume besucht haben. hätten ihr geholfen, Kindheitserinnerungen ins Gedächtnis zu rufen, die die einfallsreiche Musikerin in üppige, wogende Meditationen verwandelt hat. Wenn man in seinen Träumen jemals die Flucht ergriffen habe, könnte ein Titel wie „Temper the Wound“ (und viele andere auf dem Album) ein passender Soundtrack sein. Vandevers Posaune verschachtele Loops mit sanften, wirbelnden Melodien, die über einem Brummen aus leuchtender Luft kreisen. Die ehrfürchtige Stille und meditative Atmosphäre würden an die Zusammenarbeit des 2022 verstorbenen Pharoah Sanders mit Floating Points auf Promises (2021) erinnern.